# Élections générales britanniques de 1820
Les élections générales britanniques de 1820 se sont déroulées du 6 mars 1820 au 14 avril 1820. Ces élections sont remportées par le parti tory.